# Trachelas minor
Trachelas minor är en spindelart som beskrevs av O. Pickard-Cambridge 1872. Trachelas minor ingår i släktet Trachelas och familjen flinkspindlar. Inga underarter finns listade i Catalogue of Life.